# Benz 6/14 PS
Der Benz 6/14 PS wurde 1910 als kleinster Benz gebaut.
Der Wagen war mit einem Vierzylinder-Reihenmotor mit 1570 cm³ Hubraum ausgestattet, der 14 PS (10,3 kW) bei 1500 min−1 entwickelte. Die Motorkraft wurde über eine Lamellenkupplung an ein Dreiganggetriebe weitergeleitet und von dort über eine Kardanwelle an die Hinterräder.
Das mit blattgefederten Holzspeichenrädern und Luftreifen ausgestattete Fahrzeug kostete als Doppelphaeton ℳ 6000,-- und als Landaulet ℳ 7000,--.

## Quelle
- Werner Oswald: Mercedes-Benz Personenwagen 1886–1986. 4. Auflage. Motorbuch Verlag Stuttgart (1987). ISBN 3-613-01133-6, S. 46